# (5338) Michelblanc
(5338) Michelblanc es un asteroide perteneciente al cinturón de asteroides, descubierto el 13 de septiembre de 1991 por Henry E. Holt desde el Observatorio del Monte Palomar, Estados Unidos.

## Designación y nombre
Designado provisionalmente como 1991 RJ5. Fue nombrado Michelblanc en honor al científico francés Michel Blanc, director del Observatoire Midi Pyrenées. Experto en dinámica y electrodinámica en los entornos espaciales de la Tierra y los planetas. Es el científico interdisciplinario de la misión Cassini para los estudios de la magnetosfera de Saturno. Como presidente del Programa Nacional de Planetología del Institut National de Science de l'Univers del Consejo Nacional de Investigación Científica de Francia, desempeñó un papel fundamental en la promoción y el desarrollo de la ciencia planetaria en Francia.

## Características orbitales
Michelblanc está situado a una distancia media del Sol de 2,872 ua, pudiendo alejarse hasta 3,085 ua y acercarse hasta 2,660 ua. Su excentricidad es 0,074 y la inclinación orbital 3,357 grados. Emplea 1778,50 días en completar una órbita alrededor del Sol.

## Características físicas
La magnitud absoluta de Michelblanc es 12,6. 